# Rivière Saint-Maurice
Der Rivière Saint-Maurice ist ein linker Nebenfluss des Sankt-Lorenz-Stroms in der kanadischen Provinz Québec. 

## Flusslauf
Er ist 563 km lang und entwässert ein Gebiet von 43.300 km². Der Fluss entspringt im Gouin-Stausee inmitten des Kanadischen Schilds, fließt südwärts und mündet unmittelbar östlich der Stadt Trois-Rivières in den Strom.

## Geschichte
Ursprünglich nannten die Algonkin den Fluss Metaberutin, was in etwa „Abfluss des Windes“ bedeutet. Die Attikamek wiederum bezeichneten den Fluss als Tapiskoan Sibi („Fadennadel“). Jacques Cartier nannte ihn 1535 Rivière de Fouez. In der zweiten Hälfte des 17. Jahrhunderts besaß Maurice Poulin de La Fontaine Grundstücke entlang des Flusses und die von seinem Vornamen abgeleitete Bezeichnung setzte sich schließlich um 1730 durch. Nach dem Fluss ist heute die Verwaltungsregion Mauricie benannt.
Während des 18. Jahrhunderts nutzten Pelzhändler den Saint-Maurice als bevorzugte Handelsroute in den Norden. In der zweiten Hälfte des 19. Jahrhunderts entwickelte sich die Forstwirtschaft zu einem bedeutenden Wirtschaftszweig, wegen der reichlich vorhandenen Wasserkraft siedelten sich auch zahlreiche Papierfabriken an. In den Forges Saint-Maurice bei Trois-Rivières, dem ersten Schwerindustriebetrieb der Provinz, wurde von 1738 bis 1883 Stahl hergestellt.

## Wasserkraftwerke und Dämme
Entlang dem Flusslauf liegen eine Reihe bedeutender Wasserkraftwerke, die von Hydro-Québec (HQ) betrieben werden.
In Abstromrichtung sind das:
| Name                 | Fertig- stellung | Leistung [MW] | Anzahl Turbinen | hydraul. Potential [m] | Reservoir       |
| -------------------- | ---------------- | ------------- | --------------- | ---------------------- | --------------- |
| Barrage Gouin        | 1918             | 0,6           | 2               | n/a                    | Réservoir Gouin |
| Chute-Allard         | 2008–2009        | 62            | 6               | 17,83                  | n/a             |
| Rapide-des-Cœurs     | 2008–2009        | 79            | 6               | 22,69                  | n/a             |
| Rapide-Blanc         | 1934–1955        | 204           | 6               | 32,92                  | Réservoir Blanc |
| Trenche              | 1950–1955        | 302           | 6               | 48,47                  | Lac Tourouvre   |
| Beaumont             | 1958–1959        | 270           | 6               | 37,8                   | n/a             |
| La Tuque             | 1940–1955        | 294           | 6               | 34,75                  | n/a             |
| Grand-Mère           | 1915–1930        | 99            | 6               | 25,61                  | n/a             |
| Rocher-de-Grand-Mère | 2004             | 230           | 3               | 24,3                   | n/a             |
| Shawinigan-3         | 1948–1949        | 194           | 3               | 44,2                   | n/a             |
| Shawinigan-2         | 1911–1929        | 200           | 8               | 44,2                   | n/a             |
| La Gabelle           | 1924–1931        | 131           | 5               | 17,38                  | n/a             |

Die Barrage de Rapide-Blanc (⊙) wurde 1930–1934 fertiggestellt. Sie hat eine Höhe von 45 m und eine Länge von 268 m. Das Speichervolumen beträgt 466 Mio. m³.
Die Barrage de la Trenche (⊙) wurde 1951 fertiggestellt. Sie hat eine Höhe von 53 m sowie eine Länge von 442 m. Das Speichervolumen beträgt 6 Mio. m³.
Die Barrage Beaumont (⊙) wurde 1958 fertiggestellt. Sie hat eine Höhe von 52 m sowie eine Länge von 489 m. Das Speichervolumen beträgt 2 Mio. m³.
Die Barrage de La Tuque (⊙) wurde 1940 fertiggestellt. Sie hat eine Höhe von 40 m und eine Länge von 408 m. Das Speichervolumen beträgt 4,8 Mio. m³.
Die Barrage de Grand-Mère (⊙) wurde 1916 erstellt. Sie weist eine Höhe von 26 m und eine Länge von 785 m auf. Das Speichervolumen beläuft sich auf 27 Mio. m³.